# Julius Caesar (Richter)

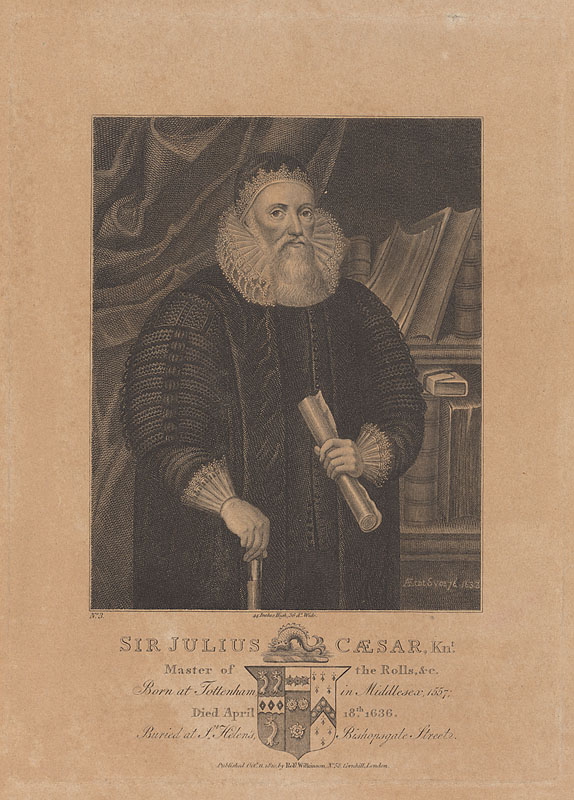
Sir Julius Caesar, Gravur nach zeitgenössischem Porträt

Sir Julius Caesar, auch Julius Adelmare (* 1557 in Tottenham, Middlesex; † 18. April 1636 in London) war ein englischer Richter und königlicher Regierungsbeamter.

## Leben
Caesar war der älteste Sohn des Cesare Adelmare, der aus Treviso in Italien stammte, Hofarzt bei den englischen Königinnen, Maria I. und Elisabeth I. war und 1558 als englischer Untertan naturalisiert wurde. Seine Mutter war dessen Gattin, die Engländerin Margery Perient. Seine Großmutter väterlicherseits, Paola Cesarini, entstammt vermutlich der italienischen Adelsfamilie Cesarini, Herzöge von Civitanova. 
Caesar besuchte das Magdalen College in Oxford und studierte Jura an der Sorbonne in Paris. 1583 wurde er Bezirksrichter in Oxford. Er wurde wiederholt als Abgeordneter ins House of Commons gewählt, 1589 als Burgess für Reigate, 1593 als Burgess für Bletchingley, 1597 und 1601 als Burgess für New Windsor, 1614 als Knight of the Shire für Middlesex und 1621 als Burgess für Maldon. 1584 wurde er Richter des Admiralsgerichts und 1593 Schatzmeister des Inner Temple. Am 20. Mai 1603 wurde er vom englischen König Jakob I. zum Knight Bachelor geschlagen und wurde zum Schatzkanzler (engl. Chancellor of the Exchequer) ernannt. 1614 wurde er ins Amt des Master of the Rolls gewählt, was er bis zu seinem Tode innehielt.
Caesar war dreimal verheiratet, in erster Ehe mit Dorcas Lusher (1561–1595), Witwe des Richard Lusher, Tochter des Sir Richard Martin († 1617). Mit ihr hatte er vier Söhne und eine Tochter. In zweiter Ehe heiratete er 1596 Alice Dent (1569–1614), Witwe des John Dent und Tochter des Christopher Grant. Mit ihr hatte er drei weitere Söhne. In dritter Ehe heiratete er 1615 Anne Hogan, Witwe des Henry Hogan und des William Hungate und Tochter des Henry Woodhouse. Diese Ehe blieb kinderlos.
Caesars Manuskripte wurden 1757 für eine Summe von £ 500 verkauft; heute gehören sie zur Sammlung des British Museum in London.